# 门康拉康
门康拉康，位于西藏自治区日喀则市康马县嘎拉乡嘎拉奴村，是一座藏传佛教寺院。

## 简介
门康拉康位于康马县嘎拉乡嘎拉奴村中央，距离康马县城50公里，海拔4500米。
21世纪初，根据民间传说，嘎拉门康于1200年前由嘎拉境内的11户“差巴”筹资创建。当时，拉康内供奉阿底峡的塑像及转经筒等等。21世纪初，该寺仍保存有莲花生、释迦牟尼、观世音菩萨、文殊菩萨的佛地庄严等等共500多幅壁画。